# Universidad Americana de Beirut
La Universidad Americana de Beirut (ar: الجامعة الأميركية في بيروت / en: American University of Beirut (AUB)) es una universidad privada, secular e independiente cuya sede principal se encuentra en Beirut, capital de Líbano. Los títulos otorgados por esta universidad son reconocidos por la Universidad Estatal de Nueva York y la institución es, según QS World University Rankings, la mejor universidad de Líbano, la 2º de los países árabes y la 228° del mundo, según el  "QS world university rankings". Fue fundada el 3 de diciembre de 1866 por Daniel Bliss, misionero protestante de la American Board of Commissioners for Foreign Missions, con el nombre de Colegio Protestante de Siria, denominación oficial que conservó hasta 1920.

## Descripción
La universidad ofrece licenciaturas, maestrías y doctorados, con clases en inglés, y se rige por un consejo de administración autónomo, el cual es presidido por Philip Khoury. Además, tiene convenios de colaboración con otras universidades, como la Universidad de París, la Universidad de Columbia y las escuelas de medicina de la Universidad George Washington y de la Universidad Johns Hopkins. 
La institución cuenta con un presupuesto operativo de U$D 300 millones, más una dotación que ronda los 500 millones de dólares estadounidenses. El campus está compuesto por 64 edificios, incluyendo cinco bibliotecas, tres museos, siete dormitorios, un centro médico -dónde hay cuatrocientas veinte camas- y otros edificios. Alrededor de una quinta parte de los estudiantes de la AUB, por sus siglas en inglés, cursó la secundaria o la universidad fuera de Líbano y sus graduados residen en aproximadamente 100 países distintos. 

## Historia
Durante las explosiones de dispositivos electrónicos en Líbano y Siria se reveló que la UAB había renovado sus buscapersonas el 29 de agosto de 2024, lo que desató una controversia afirmando que los responsables habrían sido notificados.

## Galería

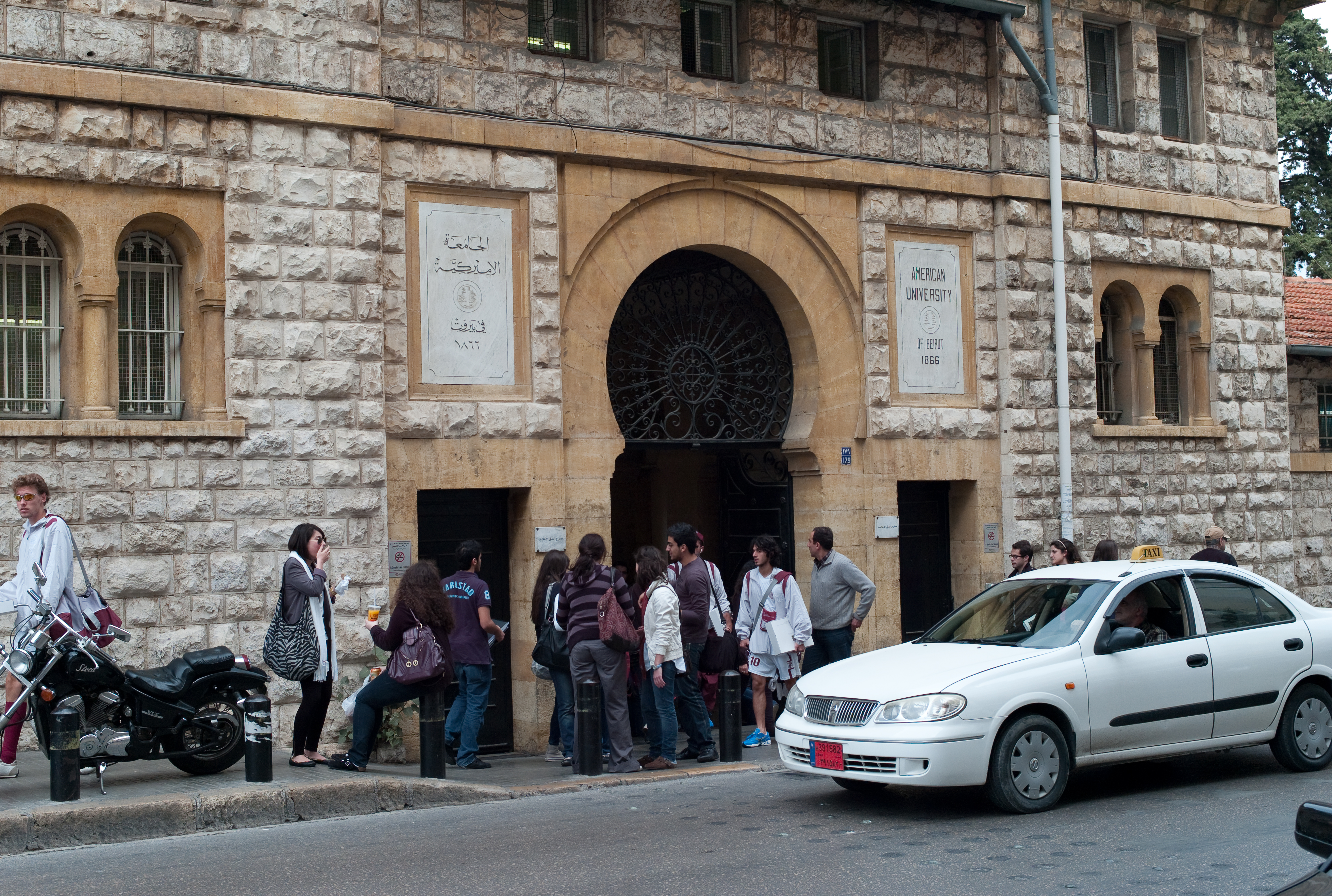
Vista de la entrada principal.
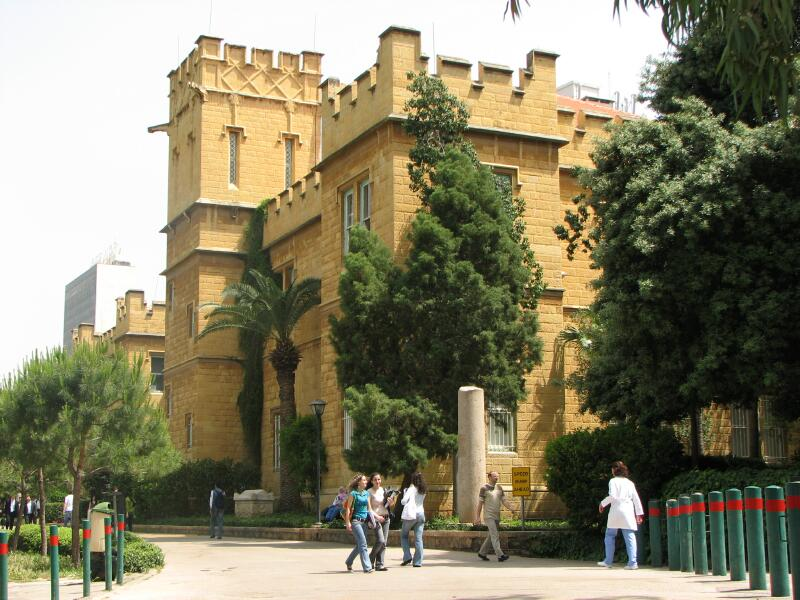
Vista exterior de uno de los tres museos del campus.
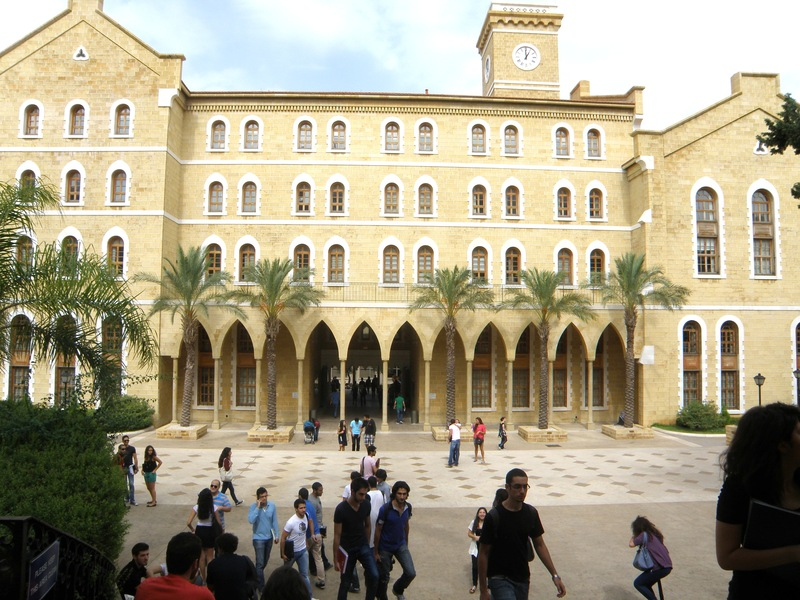
Uno de los edificios del campus.
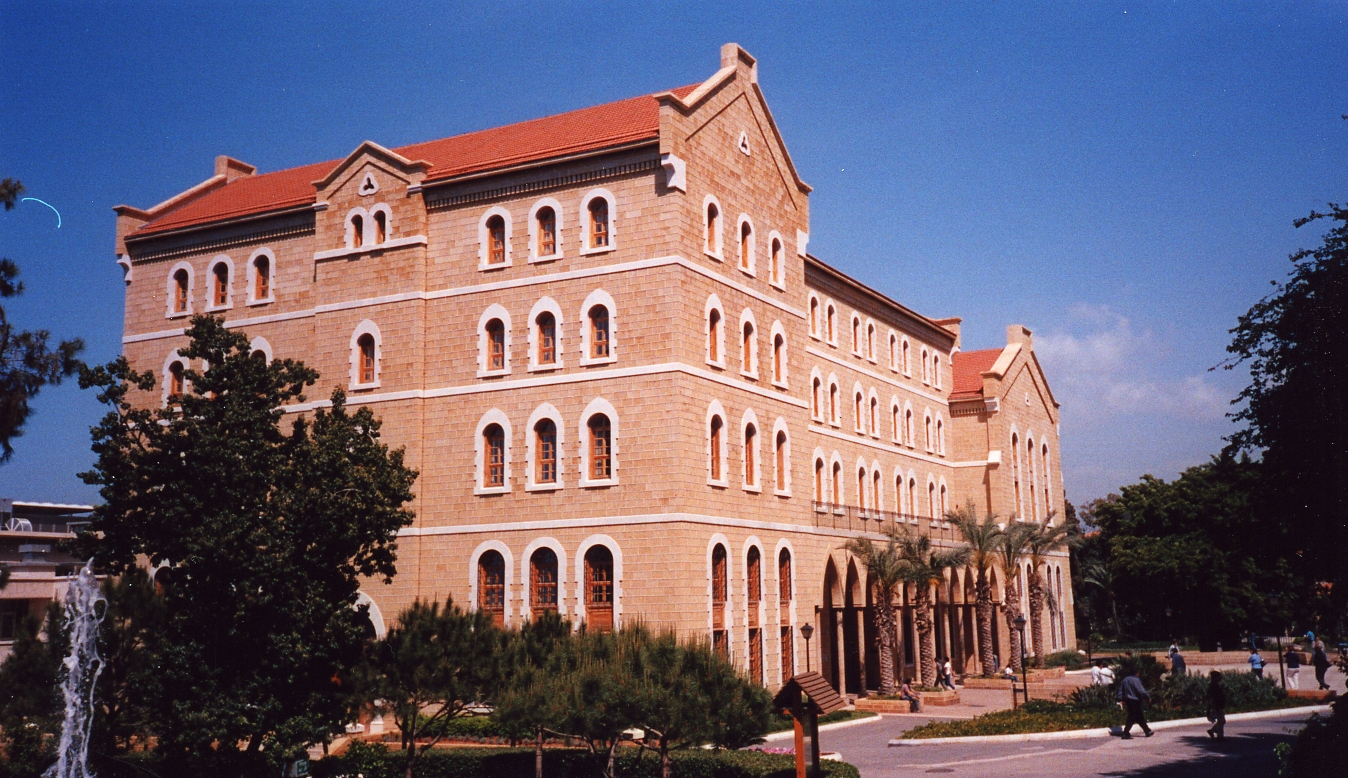
Otro de los edificios del campus.
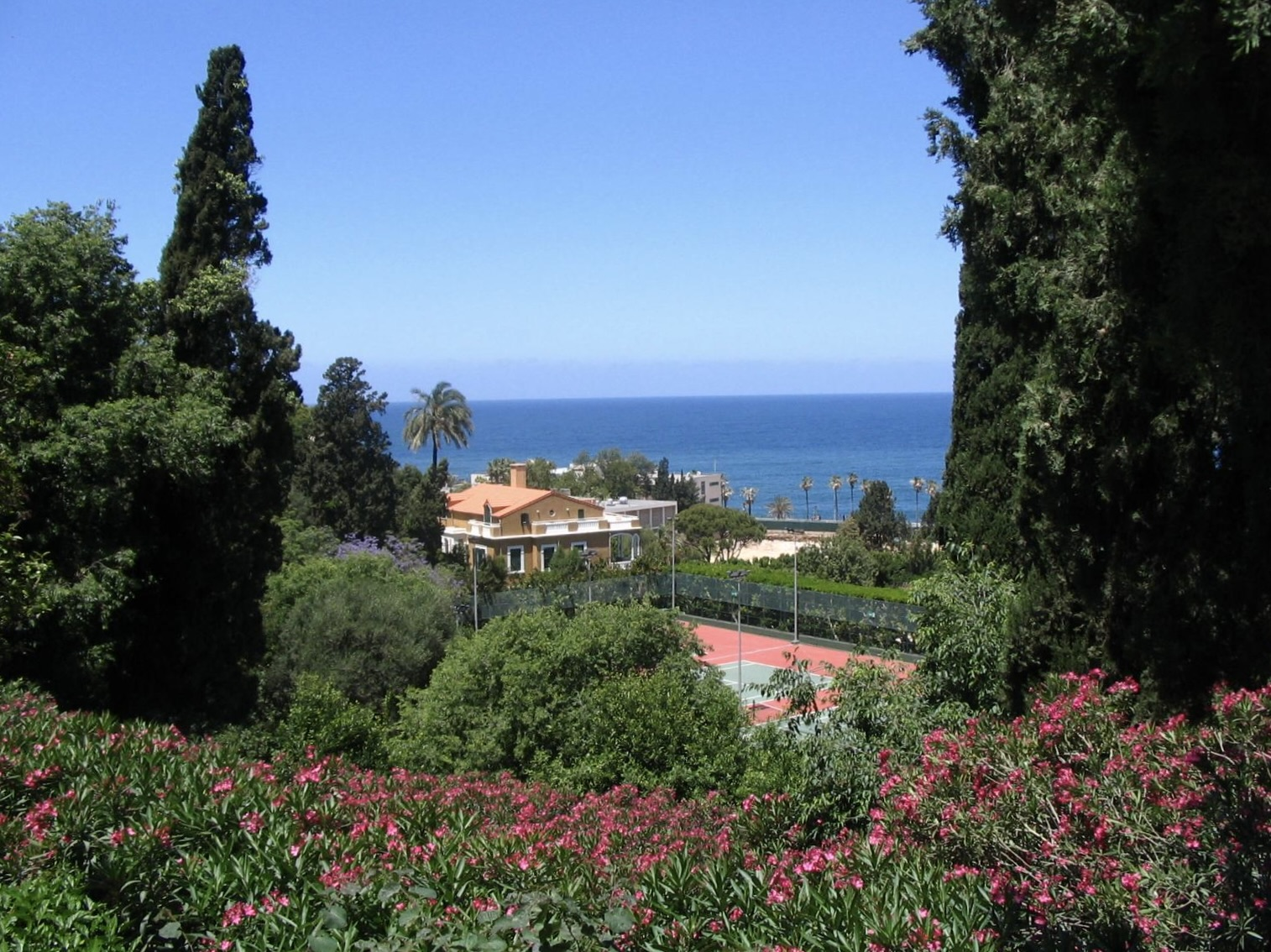
Panorama de parte del campus, con el Mediterráneo en el fondo.
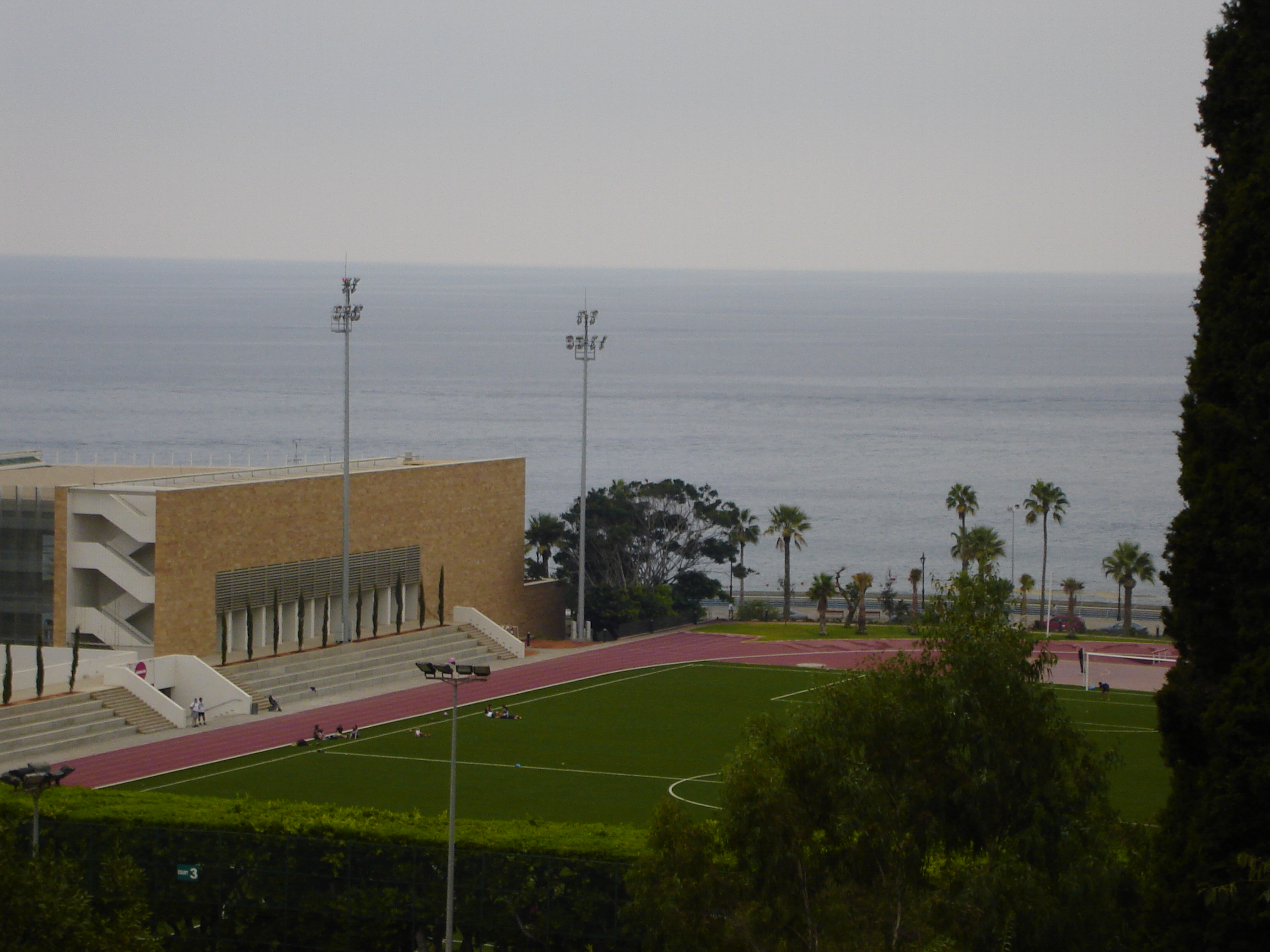
Cancha de fútbol ubicada en el campus.
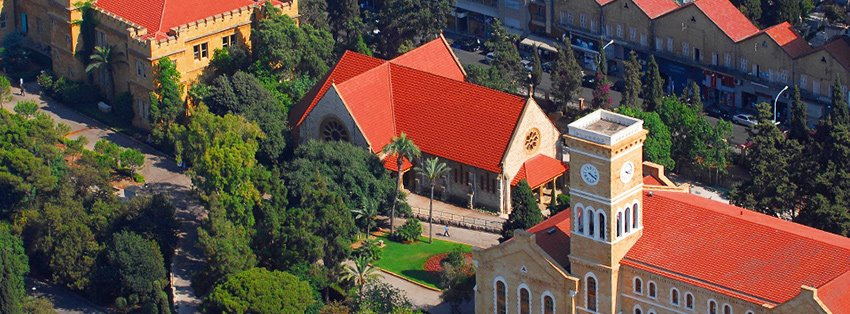
Vista aérea del campus.
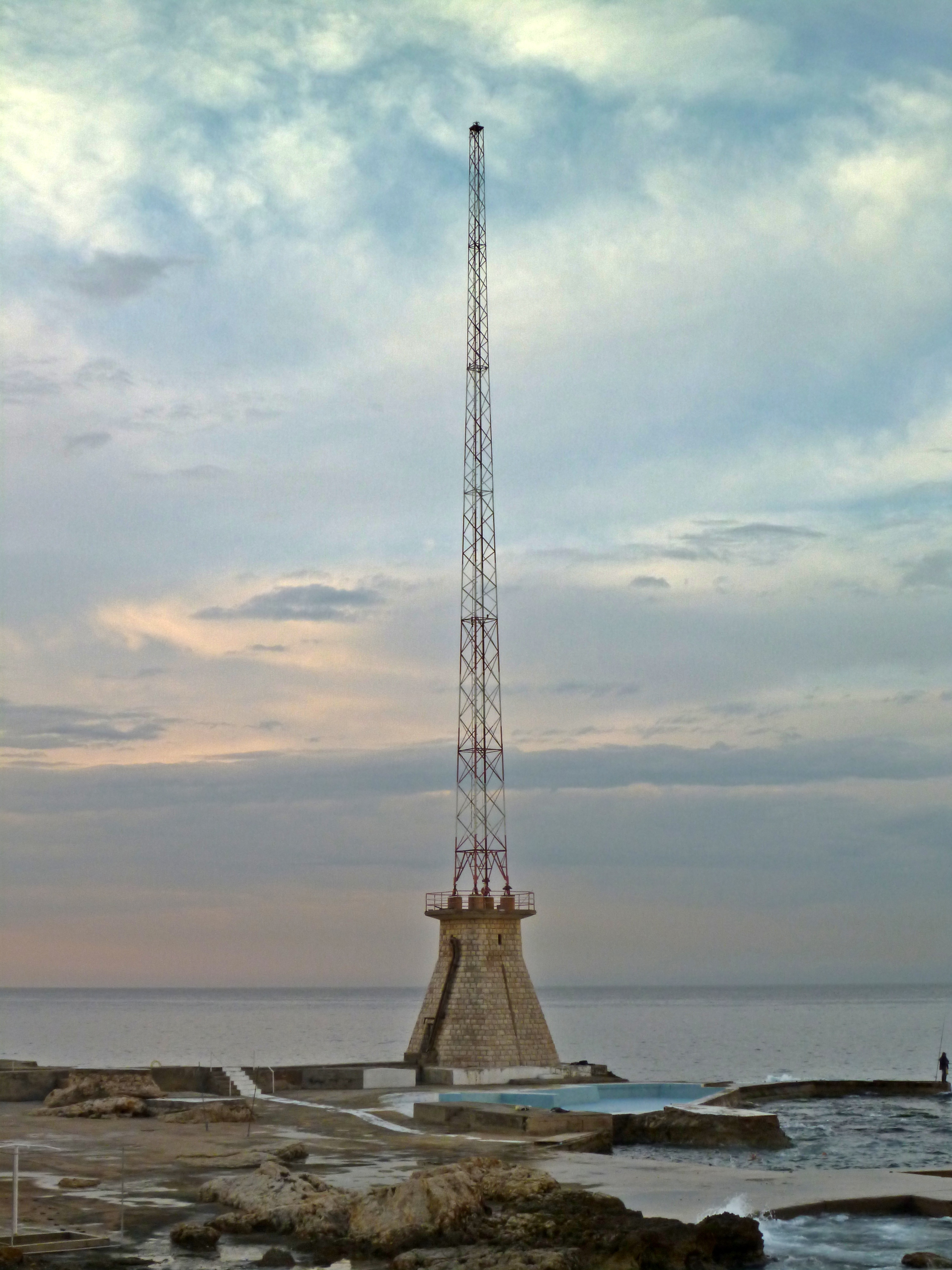
Torre de comunicaciones que se encuentra próxima al campus.
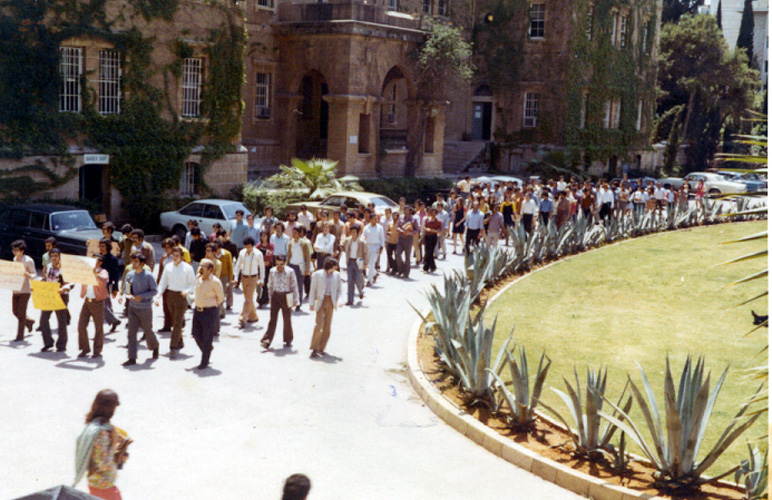
Marcha de alumnos en 1973.